# Onderbreker

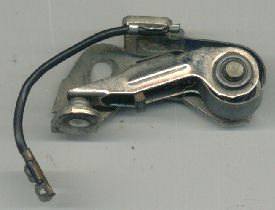
Onderbreker

De onderbreker of contactpunten (In het Vlaamse taalgebied ook vis platinées genoemd) is een deel van het ontstekingssysteem van een conventionele mengselmotor. De contactpunten worden in rust door een veer tegen elkaar gedrukt. De elektrische stroom die er zo kan lopen wordt elke keer als de contacten mechanisch uit elkaar worden gedrukt onderbroken, vandaar de naam.

## Werking
De onderbreker schakelt de primaire stroom door de bobine op regelmatige tijdstippen aan en uit. Wanneer de zuiger nabij zijn bovenste dode punt (BDP) is en het brandbaar mengsel ontstoken moet worden, wordt de stroom onderbroken. Hierdoor ontstaat door zelfinductie een spanningspuls, die omgekeerd is aan de stroom die onderbroken werd. Doordat de bobine in essentie een transformator is, met een zeer hoge factor tussen de primaire en secundaire spoel, wordt door de spanningspiek in de primaire spoel een enorm hoge spanning opgewekt in de secundaire wikkeling van de bobine, die kan oplopen tot meer dan 15.000 volt.
Het schakelen van de stroom is mogelijk omdat in het midden van de verdeler een as zit, waar een aantal nokjes op zitten (evenveel als het aantal cilinders). Deze nokken duwen tegen een van de contactpunten, zodat deze bij iedere nok open geduwd worden. Om radiostoring en inbranden van de contactpunten te voorkomen is parallel een condensator geschakeld.

## Regeling

Principeschakeling ontsteking,
A: met onderbreker (S)
B: met thyristor (T)

De onderbreker bevindt zich binnen in de verdeler. De positie van het gedeelte van de as met de nokjes kan door een centrifugaalregelaar ten opzichte van de aandrijving worden verdraaid. Hierdoor varieert het precieze ontstekingstijdstip met het toerental. 
Behalve deze centrifugaalregeling is er bij veel verdelers ook nog een regeling aangebracht die werkt op de onderdruk in het spruitstuk. Hiertoe zitten de contactpunten op een montageplaat, die iets kan draaien ten opzichte van de behuizing. De plaat kan worden verdraaid door een membraandoos, die aan de buitenkant van de verdeler gemonteerd is en via een slang verbonden is aan het inlaatspruitstuk.
De verhoudingen tussen het toerental, het vacuüm en het ontstekingstijdstip werden per motortype (veelal experimenteel) bepaald, deze zijn vooral afhankelijk van de fysieke eigenschappen van de motor en de brandstofvoorziening.

## Gebruik
Moderne motoren gebruiken geen onderbrekers meer, sensoren en schakelingen vervullen alle functies, geregeld door een elektronische ontsteking met een optisch of magnetisch gestuurde onderbreker, meestal een hallsensor. Het ontstekingstijdstip wordt dan veelal geregeld door een elektronische stuureenheid van het computergestuurde motor management systeem, de electronic control unit (ECU).